# Ulster Grand Prix

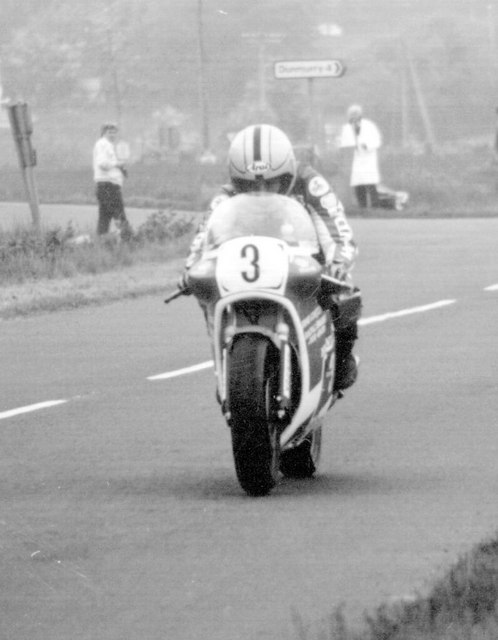
Joey Dunlop, vijfvoudig Formule TT-wereldkampioen, bij de Ulster Grand Prix 1982

De Ulster Grand Prix is een motorsport-wegrace, die jaarlijks op het Dundrod Circuit, een stratencircuit nabij de plaats Dundrod in het district Lisburn, County Antrim, op korte afstand van Belfast, de hoofdstad van Noord-Ierland, verreden wordt.
De eerste Ulster Grand Prix werd in 1922 georganiseerd. Tot en met 1952 werd ze verreden op het Clady Circuit. In de jaren 1935 en 1948 werd de wedstrijd door de Fédération Internationale de Motocyclisme als Grote Prijs van Europa aangemerkt – de winnaars van de verschillende klassen wonnen daarmee ook de titel van Europees kampioen van het jaar.
Van 1949 tot 1971 telde de Grote Prijs ononderbroken mee voor het wereldkampioenschap. Van 1979 tot 1990 werden bij het evenement wedstrijden in de Formula TT verreden.

Circuit Clady (1922 – 1952)
Circuit Dundrod (1953 – heden)

## Statistiek

### Meeste overwinningen
| Overwinningen | Coureur |
| ------------- | --- |
| 24            | Joey Dunlop |
| 15            | Ian Lougher |
| 14            | Phillip McCallen |
| 11            | Guy Martin |
| 9             | Robert Dunlop, Brian Reid |
| 8             | Ryan Farquhar |
| 7             | Giacomo Agostini, Bruce Anstey, Mike Hailwood, Bob Jackson, Ray McCullough, Stanley Woods |
| 6             | Michael Dunlop, John Surtees, Bill Swallow, John Williams |
| 5             | Maurice Cann, William Dunlop, Wal Handley, Ron Haslam, Tom Herron, Ian Hutchinson, Eddie Laycock, Darran Lindsay, Tony Rutter, Carlo Ubbiali                                                                                           |
| 4             | Adrian Archibald, Iain Duffus, Jason Griffiths, David Jefferies, Jim Redman, Luigi Taveri, Joe Craig |
| 3             | Steven Cull, Leo Davenport, Geoff Duke, Freddie Frith, Gary Hocking, Robert Holden, Bill Ivy, Courtney Junk, Bill Lomas, Owen McNally, Phil Mellor, Ted Mellors, Phelim Owens, Phil Read, Donnie Robinson, Ernie Thomas, Graham Walker |

### Van 1922 tot 1939
(Gekleurde achtergrond = Wedstrijd in het kader van het Europees kampioenschap wegrace)
| Editie | Jaar                                | Circuit | Klasse       | Winnaar                             |
| ------ | ----------------------------------- | ------- | ------------ | ----------------------------------- |
| 1      | 1922                                | Clady   | 250 cc       | Wal Handley (OK Supreme-Blackburne) |
| 1      | 1922                                | Clady   | 350 cc       | Fred Andrews (Trump-JAP)            |
| 1      | 1922                                | Clady   | 600 cc       | Hubert Hassall (Norton)             |
| 1      | 1922                                | Clady   | boven 600 cc | Norman Metcalfe (Brough Superior)   |
|        |                                     |         |              |                                     |
| 2      | 1923                                | Clady   | 250 cc       | Wal Handley (Rex-Acme)              |
| 2      | 1923                                | Clady   | 350 cc       | Jimmy Shaw (Zenith)                 |
| 2      | 1923                                | Clady   | 600 cc       | Joe Craig (Norton)                  |
| 2      | 1923                                | Clady   | boven 600 cc | Niemand bereikte de finish          |
|        |                                     |         |              |                                     |
| 3      | 1924                                | Clady   | 250 cc       | Jock Porter (New Gerrard)           |
| 3      | 1924                                | Clady   | 350 cc       | Fred Andrews (New Imperial)         |
| 3      | 1924                                | Clady   | 600 cc       | Joe Craig (Norton)                  |
| 3      | 1924                                | Clady   | boven 600 cc | Stanley Woods (New Imperial)        |
|        |                                     |         |              |                                     |
| 4      | 1925                                | Clady   | 250 cc       | Bill Colgan (Cotton)                |
| 4      | 1925                                | Clady   | 350 cc       | Gordon Burney (Royal Enfield)       |
| 4      | 1925                                | Clady   | 600 cc       | Joe Craig (Norton)                  |
| 4      | 1925                                | Clady   | boven 600 cc | Stanley Woods (New Imperial)        |
|        |                                     |         |              |                                     |
| 5      | 1926                                | Clady   | 250 cc       | Syd Crabtree (Crabtree-JAP)         |
| 5      | 1926                                | Clady   | 350 cc       | Wal Handley (Rex-Acme)              |
| 5      | 1926                                | Clady   | 600 cc       | Graham Walker (Sunbeam)             |
| 5      | 1926                                | Clady   | boven 600 cc | Joe Craig (Norton)                  |
|        |                                     |         |              |                                     |
| 6      | 1927                                | Clady   | 250 cc       | Bill Colgan (Cotton)                |
| 6      | 1927                                | Clady   | 350 cc       | Charlie Dodson (Sunbeam)            |
| 6      | 1927                                | Clady   | 500 cc       | Jimmy Shaw (Norton)                 |
| 6      | 1927                                | Clady   | boven 600 cc | Alex de Gourley (Norton)            |
|        |                                     |         |              |                                     |
| 7      | 1928                                | Clady   | 250 cc       | F. Taylor (OK Supreme)              |
| 7      | 1928                                | Clady   | 350 cc       | Frank Longman (Velocette)           |
| 7      | 1928                                | Clady   | 500 cc       | Graham Walker (Rudge)               |
| 7      | 1928                                | Clady   | boven 600 cc | George Brockerton (Zenith)          |
|        |                                     |         |              |                                     |
| 8      | 1929                                | Clady   | 250 cc       | Frank Longman (OK Supreme)          |
| 8      | 1929                                | Clady   | 350 cc       | Leo Davenport (AJS)                 |
| 8      | 1929                                | Clady   | 500 cc       | Graham Walker (Rudge)               |
|        |                                     |         |              |                                     |
| 9      | 1930                                | Clady   | 250 cc       | Syd Gleave (SGS-JAP)                |
| 9      | 1930                                | Clady   | 350 cc       | Leo Davenport (AJS)                 |
| 9      | 1930                                | Clady   | 500 cc       | Stanley Woods (Norton)              |
|        |                                     |         |              |                                     |
| 10     | 1931                                | Clady   | 250 cc       | E. Mitchell (Rudge)                 |
| 10     | 1931                                | Clady   | 350 cc       | Leo Davenport (Norton)              |
| 10     | 1931                                | Clady   | 500 cc       | Stanley Woods (Norton)              |
|        |                                     |         |              |                                     |
| 11     | 1932                                | Clady   | 250 cc       | Ted Mellors (New Imperial)          |
| 11     | 1932                                | Clady   | 350 cc       | Henry Tyrell-Smith (Rudge)          |
| 11     | 1932                                | Clady   | 500 cc       | Stanley Woods (Norton)              |
|        |                                     |         |              |                                     |
| 12     | 1933                                | Clady   | 250 cc       | Charlie Dodson (New Imperial)       |
| 12     | 1933                                | Clady   | 350 cc       | Wal Handley (Velocette)             |
| 12     | 1933                                | Clady   | 500 cc       | Stanley Woods (Norton)              |
|        |                                     |         |              |                                     |
| 13     | 1934                                | Clady   | 250 cc       | Ernie Nott (Rudge)                  |
| 13     | 1934                                | Clady   | 350 cc       | Jimmie Simpson (Norton)             |
| 13     | 1934                                | Clady   | 500 cc       | Walter Rusk (Velocette)             |
|        |                                     |         |              |                                     |
| 14     | Europees kampioenschap wegrace 1935 | Clady   | 250 cc       | Arthur Geiss (DKW)                  |
| 14     | Europees kampioenschap wegrace 1935 | Clady   | 350 cc       | Wal Handley (Velocette)             |
| 14     | Europees kampioenschap wegrace 1935 | Clady   | 500 cc       | Jimmie Guthrie (Norton)             |
|        |                                     |         |              |                                     |
| 15     | 1936                                | Clady   | 250 cc       | Ginger Wood (New Imperial)          |
| 15     | 1936                                | Clady   | 350 cc       | Ernie Thomas (Velocette)            |
| 15     | 1936                                | Clady   | 500 cc       | Freddie Frith (Norton)              |
|        |                                     |         |              |                                     |
| 16     | 1937                                | Clady   | 250 cc       | Ernie Thomas (DKW)                  |
| 16     | 1937                                | Clady   | 350 cc       | Ted Mellors (Velocette)             |
| 16     | 1937                                | Clady   | 500 cc       | Jock West (BMW)                     |
|        |                                     |         |              |                                     |
| 17     | Europees kampioenschap wegrace 1938 | Clady   | 250 cc       | Ernie Thomas (DKW)                  |
| 17     | Europees kampioenschap wegrace 1938 | Clady   | 350 cc       | Ted Mellors (Velocette)             |
| 17     | Europees kampioenschap wegrace 1938 | Clady   | 500 cc       | Jock West (BMW)                     |
|        |                                     |         |              |                                     |
| 18     | Europees kampioenschap wegrace 1939 | Clady   | 250 cc       | Les Martin (Excelsior)              |
| 18     | Europees kampioenschap wegrace 1939 | Clady   | 350 cc       | Stanley Woods (Velocette)           |
| 18     | Europees kampioenschap wegrace 1939 | Clady   | 500 cc       | Dorino Serafini (Gilera)            |

### Van 1946 tot 1948
(Gekleurde achtergrond = Wedstrijd in het kader van het Europees kampioenschap wegrace)
| Editie | Jaar | Circuit | Klasse                     | Winnaar                        |
| ------ | ---- | ------- | -------------------------- | ------------------------------ |
|        | 1946 | Clady   | 250 cc                     | Les Martin (Excelsior)         |
| 350 cc | 1946 | Clady   | Vic Willoughby (Velocette) |                                |
| 500 cc | 1946 | Clady   | Bruce Graham (Norton)      |                                |
|        |      |         |                            |                                |
| 19     | 1947 | Clady   | 250 cc                     | Maurice Cann (Moto Guzzi)      |
| 19     | 1947 | Clady   | 350 cc                     | Johnny Lockett (Norton)        |
| 19     | 1947 | Clady   | 500 cc                     | Artie Bell (Norton)            |
|        |      |         |                            |                                |
| 20     | 1948 | Clady   | 250 cc                     | Maurice Cann (Moto Guzzi)      |
| 20     | 1948 | Clady   | 350 cc                     | Freddie Frith (Velocette)      |
| 20     | 1948 | Clady   | 500 cc                     | Enrico Lorenzetti (Moto Guzzi) |

### Van 1949 tot 1971 (in het kader van het wereldkampioenschap wegrace)
(Gekleurde achtergrond = niet in het kader van het wereldkampioenschap wegrace)
| Editie | Jaar | Circuit | Klasse     | 1e                                                    | 2e                                                    | 3e                                                    | Snelste ronde                                                      |
| ------ | ---- | ------- | ---------- | ----------------------------------------------------- | ----------------------------------------------------- | ----------------------------------------------------- | ------------------------------------------------------------------ |
| 21     | 1949 | Clady   | 250 cc     | Maurice Cann (Moto Guzzi)                             | Bruno Ruffo (Moto Guzzi)                              | Ron Mead (Norton)                                     | Maurice Cann (Moto Guzzi)                                          |
| 21     | 1949 | Clady   | 350 cc     | Freddie Frith (Velocette)                             | Charlie Salt (Velocette)                              | Reg Armstrong (AJS)                                   | Freddie Frith (Velocette)                                          |
| 21     | 1949 | Clady   | 500 cc     | Leslie Graham (AJS)                                   | Artie Bell (Norton)                                   | Nello Pagani (Gilera)                                 | Leslie Graham (AJS)                                                |
|        |      |         |            |                                                       |                                                       |                                                       |                                                                    |
| 22     | 1950 | Clady   | 125 cc     | Carlo Ubbiali (FB Mondial)                            | Bruno Ruffo (FB Mondial)                              | –                                                     | Carlo Ubbiali (FB Mondial)                                         |
| 22     | 1950 | Clady   | 250 cc     | Maurice Cann (Moto Guzzi)                             | Dario Ambrosini (Benelli)                             | Wilf Billington (Moto Guzzi)                          | Maurice Cann (Moto Guzzi)                                          |
| 22     | 1950 | Clady   | 350 cc     | Bob Foster (Velocette)                                | Reg Armstrong (Velocette)                             | Harry Hinton (Norton)                                 | Bob Foster (Velocette)                                             |
| 22     | 1950 | Clady   | 500 cc     | Geoff Duke (Norton)                                   | Leslie Graham (AJS)                                   | Johnny Lockett (Norton)                               | Geoff Duke (Norton)                                                |
|        |      |         |            |                                                       |                                                       |                                                       |                                                                    |
| 23     | 1951 | Clady   | 125 cc     | Cromie McCandless (FB Mondial)                        | geen tellend resultaat wegens te weinig deelnemers    | geen tellend resultaat wegens te weinig deelnemers    | Cromie McCandless (FB Mondial)                                     |
| 23     | 1951 | Clady   | 250 cc     | Bruno Ruffo (Moto Guzzi)                              | Maurice Cann (Moto Guzzi)                             | Arthur Wheeler (Velocette)                            | Bruno Ruffo (Moto Guzzi)                                           |
| 23     | 1951 | Clady   | 350 cc     | Geoff Duke (Norton)                                   | Ken Kavanagh (Norton)                                 | Johnny Lockett (Norton)                               | Geoff Duke (Norton)                                                |
| 23     | 1951 | Clady   | 500 cc     | Geoff Duke (Norton)                                   | Ken Kavanagh (Norton)                                 | Umberto Masetti (Gilera)                              | Alfredo Milani (Gilera)                                            |
|        |      |         |            |                                                       |                                                       |                                                       |                                                                    |
| 24     | 1952 | Clady   | 125 cc     | Cecil Sandford (MV Agusta)                            | Bill Lomas (MV Agusta)                                | Charlie Salt (MV Agusta)                              | Cecil Sandford (MV Agusta)                                         |
| 24     | 1952 | Clady   | 250 cc     | Maurice Cann (Moto Guzzi)                             | Enrico Lorenzetti (Moto Guzzi)                        | Leslie Graham (Velocette)                             | Enrico Lorenzetti (Moto Guzzi)                                     |
| 24     | 1952 | Clady   | 350 cc     | Ken Kavanagh (Norton)                                 | Reg Armstrong (Norton)                                | Rod Coleman (AJS)                                     | Ken Kavanagh (Norton)                                              |
| 24     | 1952 | Clady   | 500 cc     | Cromie McCandless (Gilera)                            | Rod Coleman (AJS)                                     | Bill Lomas (MV Agusta)                                | Leslie Graham (MV Agusta)                                          |
|        |      |         |            |                                                       |                                                       |                                                       |                                                                    |
| 25     | 1953 | Dundrod | 125 cc     | Werner Haas (NSU)                                     | Cecil Sandford (MV Agusta)                            | Reg Armstrong (NSU)                                   | Werner Haas (NSU)                                                  |
| 25     | 1953 | Dundrod | 250 cc     | Reg Armstrong (NSU)                                   | Werner Haas (NSU)                                     | Fergus Anderson (Moto Guzzi)                          | Reg Armstrong (NSU)                                                |
| 25     | 1953 | Dundrod | 350 cc     | Ken Mudford (Norton)                                  | Bob McIntyre (AJS)                                    | Rod Coleman (AJS)                                     | Ken Mudford (Norton)                                               |
| 25     | 1953 | Dundrod | 500 cc     | Ken Kavanagh (Norton)                                 | Geoff Duke (Gilera)                                   | Jack Brett (Norton)                                   | Ken Kavanagh (Norton) en Geoff Duke (Gilera)                       |
| 25     | 1953 | Dundrod | Zijspannen | Cyril Smith / Les Nutt (Norton)                       | Pip Harris / Ray Campbell (Norton)                    | Jacques Drion / Inge Stoll (Norton)                   | Eric Oliver / Lorenzo Dobelli (Norton)                             |
|        |      |         |            |                                                       |                                                       |                                                       |                                                                    |
| 26     | 1954 | Dundrod | 125 cc     | Rupert Hollaus (NSU)                                  | Hermann Paul Müller (NSU)                             | Hans Baltisberger (NSU)                               | Carlo Ubbiali (MV Agusta)                                          |
| 26     | 1954 | Dundrod | 250 cc     | Werner Haas (NSU)                                     | Hans Baltisberger (NSU)                               | Hermann Paul Müller (NSU)                             | Werner Haas (NSU), Rupert Hollaus (NSU) en Hans Baltisberger (NSU) |
| 26     | 1954 | Dundrod | 350 cc     | Ray Amm (Norton)                                      | Jack Brett (Norton)                                   | Bob McIntyre (AJS)                                    | Ray Amm (Norton)                                                   |
| 26     | 1954 | Dundrod | 500 cc     | Ray Amm (Norton)                                      | Rod Coleman (AJS)                                     | Gordon Laing (Norton)                                 | Ray Amm (Norton)                                                   |
| 26     | 1954 | Dundrod | Zijspannen | Eric Oliver / Lorenzo Dobelli (Norton)                | Cyril Smith / Stanley Dibben (Norton)                 | Wilhelm Noll / Fritz Cron (BMW)                       | Eric Oliver / Lorenzo Dobelli (Norton)                             |
|        |      |         |            |                                                       |                                                       |                                                       |                                                                    |
| 27     | 1955 | Dundrod | 250 cc     | John Surtees (NSU)                                    | Sammy Miller (NSU)                                    | Umberto Masetti (MV Agusta)                           | John Surtees (NSU)                                                 |
| 27     | 1955 | Dundrod | 350 cc     | Bill Lomas (Moto Guzzi)                               | John Hartle (Norton)                                  | John Surtees (Norton)                                 | Bill Lomas (Moto Guzzi)                                            |
| 27     | 1955 | Dundrod | 500 cc     | Bill Lomas (Moto Guzzi)                               | John Hartle (Norton)                                  | Dickie Dale (Moto Guzzi)                              | Bill Lomas (Moto Guzzi)                                            |
|        |      |         |            |                                                       |                                                       |                                                       |                                                                    |
| 28     | 1956 | Dundrod | 125 cc     | Carlo Ubbiali (MV Agusta)                             | Romolo Ferri (Gilera)                                 | Bill Webster (MV Agusta)                              | Carlo Ubbiali (MV Agusta)                                          |
| 28     | 1956 | Dundrod | 250 cc     | Luigi Taveri (MV Agusta)                              | Sammy Miller (NSU)                                    | Arthur Wheeler (Moto Guzzi)                           | Carlo Ubbiali (MV Agusta)                                          |
| 28     | 1956 | Dundrod | 350 cc     | Bill Lomas (Moto Guzzi)                               | Dickie Dale (Moto Guzzi)                              | John Hartle (Norton)                                  | Bill Lomas (Moto Guzzi)                                            |
| 28     | 1956 | Dundrod | 500 cc     | John Hartle (Norton)                                  | Bob Brown (Matchless)                                 | Peter Murphy (Matchless)                              | Geoff Duke (Gilera)                                                |
| 28     | 1956 | Dundrod | Zijspannen | Wilhelm Noll / Fritz Cron (BMW)                       | Pip Harris / Ray Campbell (Norton)                    | Florian Camathias / Maurice Büla (BMW)                | Wilhelm Noll / Fritz Cron (BMW)                                    |
|        |      |         |            |                                                       |                                                       |                                                       |                                                                    |
| 29     | 1957 | Dundrod | 125 cc     | Luigi Taveri (MV Agusta)                              | Tarquinio Provini (FB Mondial)                        | Remo Venturi (MV Agusta)                              | Tarquinio Provini (FB Mondial)                                     |
| 29     | 1957 | Dundrod | 250 cc     | Cecil Sandford (FB Mondial)                           | Dave Chadwick (MV Agusta)                             | Tommy Robb (NSU)                                      | Dave Chadwick (MV Agusta)                                          |
| 29     | 1957 | Dundrod | 350 cc     | Keith Campbell (Moto Guzzi)                           | Keith Bryen (Moto Guzzi)                              | Libero Liberati (Gilera)                              | Keith Bryen (Moto Guzzi)                                           |
| 29     | 1957 | Dundrod | 500 cc     | Libero Liberati (Gilera)                              | Bob McIntyre (Gilera)                                 | Geoff Duke (Gilera)                                   | John Surtees (MV Agusta)                                           |
|        |      |         |            |                                                       |                                                       |                                                       |                                                                    |
| 30     | 1958 | Dundrod | 125 cc     | Carlo Ubbiali (MV Agusta)                             | Luigi Taveri (Ducati)                                 | Dave Chadwick (Ducati)                                | Alberto Gandossi (Ducati)                                          |
| 30     | 1958 | Dundrod | 250 cc     | Tarquinio Provini (MV Agusta)                         | Tommy Robb (NSU)                                      | Dave Chadwick (MV Agusta)                             | Tarquinio Provini (MV Agusta)                                      |
| 30     | 1958 | Dundrod | 350 cc     | John Surtees (MV Agusta)                              | John Hartle (MV Agusta)                               | Terry Shepherd (Norton)                               | John Surtees (MV Agusta) en John Hartle (MV Agusta)                |
| 30     | 1958 | Dundrod | 500 cc     | John Surtees (MV Agusta)                              | Bob McIntyre (Norton)                                 | John Hartle (MV Agusta)                               | John Surtees (MV Agusta)                                           |
|        |      |         |            |                                                       |                                                       |                                                       |                                                                    |
| 31     | 1959 | Dundrod | 125 cc     | Mike Hailwood (Ducati)                                | Gary Hocking (MZ)                                     | Ernst Degner (MZ)                                     | Mike Hailwood (Ducati)                                             |
| 31     | 1959 | Dundrod | 250 cc     | Gary Hocking (MZ)                                     | Mike Hailwood (FB Mondial)                            | Ernst Degner (MZ)                                     | Gary Hocking (MZ)                                                  |
| 31     | 1959 | Dundrod | 350 cc     | John Surtees (MV Agusta)                              | Bob Brown (Norton)                                    | Geoff Duke (Norton)                                   | John Hartle (MV Agusta)                                            |
| 31     | 1959 | Dundrod | 500 cc     | John Surtees (MV Agusta)                              | Bob McIntyre (Norton)                                 | Geoff Duke (Norton)                                   | John Surtees (MV Agusta)                                           |
|        |      |         |            |                                                       |                                                       |                                                       |                                                                    |
| 32     | 1960 | Dundrod | 125 cc     | Carlo Ubbiali (MV Agusta)                             | Gary Hocking (MV Agusta)                              | Ernst Degner (MZ)                                     | Ernst Degner (MZ)                                                  |
| 32     | 1960 | Dundrod | 250 cc     | Carlo Ubbiali (MV Agusta)                             | Tom Phillis (Honda)                                   | Jim Redman (Honda)                                    | Carlo Ubbiali (MV Agusta)                                          |
| 32     | 1960 | Dundrod | 350 cc     | John Surtees (MV Agusta)                              | John Hartle (Norton)                                  | Hugh Anderson (AJS)                                   | Alan Shepherd (AJS)                                                |
| 32     | 1960 | Dundrod | 500 cc     | John Hartle (Norton)                                  | John Surtees (MV Agusta)                              | Alan Shepherd (Matchless)                             | John Surtees (MV Agusta)                                           |
|        |      |         |            |                                                       |                                                       |                                                       |                                                                    |
| 33     | 1961 | Dundrod | 125 cc     | Kunimitsu Takahashi (Honda)                           | Ernst Degner (MZ)                                     | Tom Phillis (Honda)                                   | Tom Phillis (Honda)                                                |
| 33     | 1961 | Dundrod | 250 cc     | Bob McIntyre (Honda)                                  | Mike Hailwood (Honda)                                 | Jim Redman (Honda)                                    | Bob McIntyre (Honda)                                               |
| 33     | 1961 | Dundrod | 350 cc     | Gary Hocking (MV Agusta)                              | Alistair King (Bianchi)                               | František Šťastný (Jawa)                              | Gary Hocking (MV Agusta)                                           |
| 33     | 1961 | Dundrod | 500 cc     | Gary Hocking (MV Agusta)                              | Mike Hailwood (Norton)                                | Alistair King (Norton)                                | Gary Hocking (MV Agusta)                                           |
|        |      |         |            |                                                       |                                                       |                                                       |                                                                    |
| 34     | 1962 | Dundrod | 125 cc     | Luigi Taveri (Honda)                                  | Tommy Robb (Honda)                                    | Jim Redman (Honda)                                    | Tommy Robb (Honda)                                                 |
| 34     | 1962 | Dundrod | 250 cc     | Tommy Robb (Honda)                                    | Jim Redman (Honda)                                    | Luigi Taveri (Honda)                                  | Luigi Taveri (Honda)                                               |
| 34     | 1962 | Dundrod | 350 cc     | Jim Redman (Honda)                                    | František Šťastný (Jawa)                              | Tommy Robb (Honda)                                    | Mike Hailwood (MV Agusta)                                          |
| 34     | 1962 | Dundrod | 500 cc     | Mike Hailwood (MV Agusta)                             | Alan Shepherd (Matchless)                             | Phil Read (Norton)                                    | Mike Hailwood (MV Agusta)                                          |
|        |      |         |            |                                                       |                                                       |                                                       |                                                                    |
| 35     | 1963 | Dundrod | 125 cc     | Hugh Anderson (Suzuki)                                | Bert Schneider (Suzuki)                               | Luigi Taveri (Honda)                                  | Bert Schneider (Suzuki)                                            |
| 35     | 1963 | Dundrod | 250 cc     | Jim Redman (Honda)                                    | Tarquinio Provini (Moto Morini)                       | Tommy Robb (Honda)                                    | Tarquinio Provini (Moto Morini)                                    |
| 35     | 1963 | Dundrod | 350 cc     | Jim Redman (Honda)                                    | Mike Hailwood (MV Agusta)                             | Luigi Taveri (Honda)                                  | Jim Redman (Honda)                                                 |
| 35     | 1963 | Dundrod | 500 cc     | Mike Hailwood (MV Agusta)                             | John Hartle (Gilera)                                  | Derek Minter (Gilera)                                 | Mike Hailwood (MV Agusta)                                          |
|        |      |         |            |                                                       |                                                       |                                                       |                                                                    |
| 36     | 1964 | Dundrod | 125 cc     | Hugh Anderson (Suzuki)                                | Luigi Taveri (Honda)                                  | Ralph Bryans (Honda)                                  | Hugh Anderson (Suzuki)                                             |
| 36     | 1964 | Dundrod | 250 cc     | Phil Read (Yamaha)                                    | Jim Redman (Honda)                                    | Ralph Bryans (Honda)                                  | Phil Read (Yamaha)                                                 |
| 36     | 1964 | Dundrod | 350 cc     | Jim Redman (Honda)                                    | Mike Duff (AJS)                                       | Gustav Havel (Jawa)                                   | Jim Redman (Honda)                                                 |
| 36     | 1964 | Dundrod | 500 cc     | Phil Read (Norton)                                    | Dick Creith (Norton)                                  | Jack Ahearn (Norton)                                  | Phil Read (Norton)                                                 |
|        |      |         |            |                                                       |                                                       |                                                       |                                                                    |
| 37     | 1965 | Dundrod | 125 cc     | Ernst Degner (Suzuki)                                 | Klaus Enderlein (MZ)                                  | Derek Woodman (MZ)                                    | Ernst Degner (Suzuki)                                              |
| 37     | 1965 | Dundrod | 250 cc     | Phil Read (Yamaha)                                    | Mike Duff (Yamaha)                                    | Derek Woodman (MZ)                                    | Phil Read (Yamaha)                                                 |
| 37     | 1965 | Dundrod | 350 cc     | František Šťastný (Jawa)                              | Bruce Beale (Honda)                                   | Gustav Havel (Jawa)                                   | Jim Redman (Honda)                                                 |
| 37     | 1965 | Dundrod | 500 cc     | Dick Creith (Norton)                                  | Paddy Driver (Matchless)                              | Chris Conn (Norton)                                   | Paddy Driver (Matchless)                                           |
|        |      |         |            |                                                       |                                                       |                                                       |                                                                    |
| 38     | 1966 | Dundrod | 125 cc     | Luigi Taveri (Honda)                                  | Ralph Bryans (Honda)                                  | Phil Read (Yamaha)                                    | Ralph Bryans (Honda)                                               |
| 38     | 1966 | Dundrod | 250 cc     | Ginger Molloy (Bultaco)                               | Gyula Marsovszky (Bultaco)                            | Kevin Cass (Bultaco)                                  | Phil Read (Yamaha)                                                 |
| 38     | 1966 | Dundrod | 350 cc     | Mike Hailwood (Honda)                                 | Giacomo Agostini (MV Agusta)                          | Tommy Robb (Bultaco)                                  | Mike Hailwood (Honda)                                              |
| 38     | 1966 | Dundrod | 500 cc     | Mike Hailwood (Honda)                                 | Giacomo Agostini (MV Agusta)                          | František Šťastný (Jawa-ČZ)                           | Mike Hailwood (Honda)                                              |
|        |      |         |            |                                                       |                                                       |                                                       |                                                                    |
| 39     | 1967 | Dundrod | 125 cc     | Bill Ivy (Yamaha)                                     | Phil Read (Yamaha)                                    | Stuart Graham (Suzuki)                                | Bill Ivy (Yamaha)                                                  |
| 39     | 1967 | Dundrod | 250 cc     | Mike Hailwood (Honda)                                 | Ralph Bryans (Honda)                                  | Bill Ivy (Yamaha)                                     | Mike Hailwood (Honda)                                              |
| 39     | 1967 | Dundrod | 350 cc     | Giacomo Agostini (MV Agusta)                          | Ralph Bryans (Honda)                                  | Heinz Rosner (MZ)                                     | Giacomo Agostini (MV Agusta)                                       |
| 39     | 1967 | Dundrod | 500 cc     | Mike Hailwood (Honda)                                 | John Hartle (Métisse-Matchless)                       | Jack Findlay (McIntyre-Matchless)                     | Mike Hailwood (Honda)                                              |
|        |      |         |            |                                                       |                                                       |                                                       |                                                                    |
| 40     | 1968 | Dundrod | 125 cc     | Bill Ivy (Yamaha)                                     | Phil Read (Yamaha)                                    | Heinz Rosner (MZ)                                     | Phil Read (Yamaha)                                                 |
| 40     | 1968 | Dundrod | 250 cc     | Bill Ivy (Yamaha)                                     | Heinz Rosner (MZ)                                     | Rodney Gould (Bultaco-Yamaha)                         | Bill Ivy (Yamaha)                                                  |
| 40     | 1968 | Dundrod | 350 cc     | Giacomo Agostini (MV Agusta)                          | Kel Carruthers (Métisse-Aermacchi)                    | Brian Steenson (Aermacchi)                            | Giacomo Agostini (MV Agusta)                                       |
| 40     | 1968 | Dundrod | 500 cc     | Giacomo Agostini (MV Agusta)                          | Robin Fitton (Norton)                                 | John Hartle (Métisse-Matchless)                       | Giacomo Agostini (MV Agusta)                                       |
|        |      |         |            |                                                       |                                                       |                                                       |                                                                    |
| 41     | 1969 | Dundrod | 50 cc      | Ángel Nieto (Derbi)                                   | Jan de Vries (Van Veen-Kreidler)                      | Frank Whiteway (Crooks-Suzuki)                        | Paul Lodewijkx (Jamathi)                                           |
| 41     | 1969 | Dundrod | 250 cc     | Kel Carruthers (Benelli)                              | Kent Andersson (Yamaha)                               | Ray McCullough (Yamaha)                               | Kel Carruthers (Benelli)                                           |
| 41     | 1969 | Dundrod | 350 cc     | Giacomo Agostini (MV Agusta)                          | Heinz Rosner (MZ)                                     | Cecil Crawford (Aermacchi)                            | Giacomo Agostini (MV Agusta)                                       |
| 41     | 1969 | Dundrod | 500 cc     | Giacomo Agostini (MV Agusta)                          | Brian Steenson (Seeley)                               | Malcolm Uphill (Norton)                               | Giacomo Agostini (MV Agusta)                                       |
| 41     | 1969 | Dundrod | Zijspannen | Klaus Enders / Ralf Engelhardt (BMW)                  | Siegfried Schauzu / Horst Schneider (BMW)             | Franz Linnarz / Rudolf Kühnemund (BMW)                | Klaus Enders / Ralf Engelhardt (BMW)                               |
|        |      |         |            |                                                       |                                                       |                                                       |                                                                    |
| 42     | 1970 | Dundrod | 50 cc      | Ángel Nieto (Derbi)                                   | Salvador Cañellas (Derbi)                             | Aalt Toersen (Jamathi)                                | Ángel Nieto (Derbi)                                                |
| 42     | 1970 | Dundrod | 250 cc     | Kel Carruthers (Yamaha)                               | Rodney Gould (Yamaha)                                 | Paul Smart (Yamaha)                                   | Kel Carruthers (Yamaha)                                            |
| 42     | 1970 | Dundrod | 350 cc     | Giacomo Agostini (MV Agusta)                          | Günter Bartusch (MZ)                                  | Tommy Robb (Yamaha)                                   | Giacomo Agostini (MV Agusta)                                       |
| 42     | 1970 | Dundrod | 500 cc     | Giacomo Agostini (MV Agusta)                          | Ginger Molloy (Kawasaki)                              | Percy Tait (Seeley)                                   | Giacomo Agostini (MV Agusta)                                       |
| 42     | 1970 | Dundrod | Zijspannen | Klaus Enders / Ralf Engelhardt (BMW)                  | Siegfried Schauzu / Peter Rutterford (Apfelbeck-BMW)  | Jean-Claude Castella / Albert Castella (BMW)          | Klaus Enders / Ralf Engelhardt (BMW)                               |
|        |      |         |            |                                                       |                                                       |                                                       |                                                                    |
| 43     | 1971 | Dundrod | 50 cc      | afgelast wegens te weinig (slechts 8) inschrijvingen. | afgelast wegens te weinig (slechts 8) inschrijvingen. | afgelast wegens te weinig (slechts 8) inschrijvingen. | afgelast wegens te weinig (slechts 8) inschrijvingen.              |
| 43     | 1971 | Dundrod | 250 cc     | Ray McCullough (Yamsel)                               | Jarno Saarinen (Yamaha)                               | Dieter Braun (Yamaha)                                 | Ray McCullough (Yamsel)                                            |
| 43     | 1971 | Dundrod | 350 cc     | Peter Williams (MZ)                                   | Dieter Braun (Yamaha)                                 | Tony Jefferies (Yamsel)                               | Jarno Saarinen (Yamaha)                                            |
| 43     | 1971 | Dundrod | 500 cc     | Jack Findlay (Jada-Suzuki)                            | Rob Bron (Suzuki)                                     | Tommy Robb (Seeley)                                   | Jack Findlay (Jada-Suzuki)                                         |
| 43     | 1971 | Dundrod | Zijspannen | Horst Owesle / Peter Rutterford (Münch-URS)           | Siegfried Schauzu / Wolfgang Kalauch (BMW)            | Heinz Luthringshauser / Hans-Jürgen Cusnik (BMW)      | Horst Owesle / Peter Rutterford (Münch-URS)                        |

### Sinds 1972
(Gekleurde achtergrond = race in het kader van de Formule TT)
|    | 1972 | Geen Grand Prix. | Geen Grand Prix.                                        | Geen Grand Prix.                             | Geen Grand Prix. | Geen Grand Prix. |
|    |      |                  |                                                         |                                              |                  |                  |
| 44 | 1973 | Dundrod          | 250 cc                                                  | John Williams (Yamaha)                       |                  |                  |
| 44 | 1973 | Dundrod          | 350 cc                                                  | John Williams (Yamaha)                       |                  |                  |
| 44 | 1973 | Dundrod          | 500 cc                                                  | John Williams (Yamaha)                       |                  |                  |
| 44 | 1973 | Dundrod          | Zijspannen                                              | Dennis Keen / Dave Houghton (König)          |                  |                  |
|    |      |                  |                                                         |                                              |                  |                  |
| 45 | 1974 | Dundrod          | 250 cc                                                  | Austin Hockley (Yamaha)                      |                  |                  |
| 45 | 1974 | Dundrod          | 350 cc                                                  | Tony Rutter (Yamaha)                         |                  |                  |
| 45 | 1974 | Dundrod          | 500 cc                                                  | Tony Rutter (Yamaha)                         |                  |                  |
| 45 | 1974 | Dundrod          | Zijspannen                                              | Dave Edgington / Tim Samways (Windle-König)  |                  |                  |
|    |      |                  |                                                         |                                              |                  |                  |
| 46 | 1975 | Dundrod          | 250 cc                                                  | Tony Rutter (Yamaha)                         |                  |                  |
| 46 | 1975 | Dundrod          | 350 cc                                                  | Ray McCullough (Yamaha)                      |                  |                  |
| 46 | 1975 | Dundrod          | 500 cc                                                  | Mervyn Robinson (Yamaha)                     |                  |                  |
| 46 | 1975 | Dundrod          | 1000 cc                                                 | Percy Tait (Yamaha)                          |                  |                  |
| 46 | 1975 | Dundrod          | Zijspannen                                              | Ronnie McConnell / G. Stewart (Triumph)      |                  |                  |
|    |      |                  |                                                         |                                              |                  |                  |
| 47 | 1976 | Dundrod          | 250 cc                                                  | Ray McCullough (Yamaha)                      |                  |                  |
| 47 | 1976 | Dundrod          | 350 cc                                                  | Ray McCullough (Yamaha)                      |                  |                  |
| 47 | 1976 | Dundrod          | 500 cc                                                  | Stan Woods (Suzuki)                          |                  |                  |
| 47 | 1976 | Dundrod          | 1000 cc                                                 | Geoff Barry (Yamaha)                         |                  |                  |
|    |      |                  |                                                         |                                              |                  |                  |
| 48 | 1977 | Dundrod          | 250 cc                                                  | Tom Herron (Yamaha)                          |                  |                  |
| 48 | 1977 | Dundrod          | 350 cc                                                  | Tom Herron (Yamaha)                          |                  |                  |
| 48 | 1977 | Dundrod          | 500 cc                                                  | John Williams (Suzuki)                       |                  |                  |
| 48 | 1977 | Dundrod          | 1000 cc                                                 | John Williams (Yamaha)                       |                  |                  |
| 48 | 1977 | Dundrod          | Zijspannen                                              | Mick Boddice / Chas Birks (Woodhouse-Yamaha) |                  |                  |
|    |      |                  |                                                         |                                              |                  |                  |
| 49 | 1978 | Dundrod          | 250 cc                                                  | Tom Herron (Yamaha)                          |                  |                  |
| 49 | 1978 | Dundrod          | 350 cc                                                  | Jon Ekerold (Yamaha)                         |                  |                  |
| 49 | 1978 | Dundrod          | 500 cc                                                  | John Williams (Suzuki)                       |                  |                  |
| 49 | 1978 | Dundrod          | 1000 cc                                                 | Tom Herron (Yamaha)                          |                  |                  |
| 49 | 1978 | Dundrod          | Formule TT                                              | Tom Herron (Honda)                           |                  |                  |
| 49 | 1978 | Dundrod          | Zijspannen                                              | Mick Boddice / Onbekend (Yamaha)             |                  |                  |
|    |      |                  |                                                         |                                              |                  |                  |
| 50 | 1979 | Dundrod          | 250 cc                                                  | Ray McCullough (Yamaha)                      |                  |                  |
| 50 | 1979 | Dundrod          | 350 cc                                                  | Donnie Robinson (Yamaha)                     |                  |                  |
| 50 | 1979 | Dundrod          | 500 cc                                                  | Joey Dunlop (Suzuki)                         |                  |                  |
| 50 | 1979 | Dundrod          | 1000 cc                                                 | Joey Dunlop (Yamaha)                         |                  |                  |
| 50 | 1979 | Dundrod          | Formule 1                                               | Ron Haslam (Honda)                           |                  |                  |
| 50 | 1979 | Dundrod          | Formule 2                                               | Alan Jackson jr. (Honda)                     |                  |                  |
| 50 | 1979 | Dundrod          | Formule 3                                               | Barry Smith (Yamaha)                         |                  |                  |
|    |      |                  |                                                         |                                              |                  |                  |
| 51 | 1980 | Dundrod          | 250 cc                                                  | Joey Dunlop (Yamaha)                         |                  |                  |
| 51 | 1980 | Dundrod          | 350 cc                                                  | Ray McCullough (Yamaha)                      |                  |                  |
| 51 | 1980 | Dundrod          | 500 cc                                                  | Donnie Robinson (Suzuki)                     |                  |                  |
| 51 | 1980 | Dundrod          | Classic Race                                            | Joey Dunlop (Suzuki)                         |                  |                  |
| 51 | 1980 | Dundrod          | Formule 1                                               | Graeme Crosby (Suzuki)                       |                  |                  |
| 51 | 1980 | Dundrod          | Formule 2                                               | Charlie Williams (Yamaha)                    |                  |                  |
| 51 | 1980 | Dundrod          | Formule 3                                               | Ron Haslam (Honda)                           |                  |                  |
|    |      |                  |                                                         |                                              |                  |                  |
| 52 | 1981 | Dundrod          | 250 cc                                                  | Tony Rutter (Yamaha)                         |                  |                  |
| 52 | 1981 | Dundrod          | 350 cc                                                  | Graeme McGregor (Yamaha)                     |                  |                  |
| 52 | 1981 | Dundrod          | 500 cc                                                  | Gary Ligham (Suzuki)                         |                  |                  |
| 52 | 1981 | Dundrod          | Classic Race                                            | Tony Rutter (Honda)                          |                  |                  |
| 52 | 1981 | Dundrod          | Formule 1                                               | Tony Rutter (Honda)                          |                  |                  |
| 52 | 1981 | Dundrod          | Formule 2                                               | Phil Mellor (Yamaha)                         |                  |                  |
| 52 | 1981 | Dundrod          | Formule 3                                               | Barry Smith (Yamaha)                         |                  |                  |
|    |      |                  |                                                         |                                              |                  |                  |
| 53 | 1982 | Dundrod          | 250 cc                                                  | Donnie Robinson (Yamaha)                     |                  |                  |
| 53 | 1982 | Dundrod          | 350 cc                                                  | Ray McCullough (Yamaha)                      |                  |                  |
| 53 | 1982 | Dundrod          | 500 cc                                                  | Paul Cranston (Yamaha)                       |                  |                  |
| 53 | 1982 | Dundrod          | Classic Race                                            | Roger Marshall (Suzuki)                      |                  |                  |
| 53 | 1982 | Dundrod          | Formule 1                                               | Tony Rutter (Honda)                          |                  |                  |
| 53 | 1982 | Dundrod          | Formule 2                                               | Tony Rutter (Ducati)                         |                  |                  |
|    |      |                  |                                                         |                                              |                  |                  |
| 54 | 1983 | Dundrod          | 250 cc                                                  | Brian Reid (Yamaha)                          |                  |                  |
| 54 | 1983 | Dundrod          | 350 cc                                                  | Brian Reid (Yamaha)                          |                  |                  |
| 54 | 1983 | Dundrod          | 500 cc                                                  | Roger Marshall (Honda)                       |                  |                  |
| 54 | 1983 | Dundrod          | Formule 1                                               | Joey Dunlop (Honda)                          |                  |                  |
| 54 | 1983 | Dundrod          | Formule 2                                               | Phil Mellor (Yamaha)                         |                  |                  |
|    |      |                  |                                                         |                                              |                  |                  |
| 55 | 1984 | Dundrod          | 250 cc                                                  | Joey Dunlop (Honda)                          |                  |                  |
| 55 | 1984 | Dundrod          | 350 cc                                                  | Trevor Steele (Yamaha)                       |                  |                  |
| 55 | 1984 | Dundrod          | 500 cc                                                  | Joey Dunlop (Honda)                          |                  |                  |
| 55 | 1984 | Dundrod          | Formule 1                                               | Joey Dunlop (Honda)                          |                  |                  |
| 55 | 1984 | Dundrod          | Formule 2                                               | John Weeden (Yamaha)                         |                  |                  |
|    |      |                  |                                                         |                                              |                  |                  |
| 56 | 1985 | Dundrod          | 250 cc                                                  | Joey Dunlop (Honda)                          |                  |                  |
| 56 | 1985 | Dundrod          | 350 cc                                                  | Steven Cull (Yamaha)                         |                  |                  |
| 56 | 1985 | Dundrod          | 500 cc                                                  | Joey Dunlop (Honda)                          |                  |                  |
| 56 | 1985 | Dundrod          | Formule 1                                               | Joey Dunlop (Honda)                          |                  |                  |
| 56 | 1985 | Dundrod          | Formule 2                                               | Brian Reid (Yamaha)                          |                  |                  |
|    |      |                  |                                                         |                                              |                  |                  |
| 57 | 1986 | Dundrod          | 250 cc                                                  | Steven Cull (Yamaha)                         |                  |                  |
| 57 | 1986 | Dundrod          | 350 cc                                                  | Eddie Laycock (Yamaha)                       |                  |                  |
| 57 | 1986 | Dundrod          | Superstock                                              | Phil Mellor (Suzuki)                         |                  |                  |
| 57 | 1986 | Dundrod          | Formule 1                                               | Neil Robinson (Suzuki)                       |                  |                  |
| 57 | 1986 | Dundrod          | Formule 2                                               | Eddie Laycock (Yamaha)                       |                  |                  |
|    |      |                  |                                                         |                                              |                  |                  |
| 58 | 1987 | Dundrod          | 350 cc                                                  | Brian Reid (Yamaha)                          |                  |                  |
| 58 | 1987 | Dundrod          | Evenement wegens slecht weer en een ongeval afgebroken. |                                              |                  |                  |
|    |      |                  |                                                         |                                              |                  |                  |
| 59 | 1988 | Dundrod          | 350 cc Race 1                                           | Brian Reid (Yamaha)                          |                  |                  |
| 59 | 1988 | Dundrod          | 350 cc Race 2                                           | Joey Dunlop (Honda)                          |                  |                  |
| 59 | 1988 | Dundrod          | Superstock                                              | Nick Jefferies (Honda)                       |                  |                  |
| 59 | 1988 | Dundrod          | Senior Race                                             | Eddie Laycock (Honda)                        |                  |                  |
| 59 | 1988 | Dundrod          | Formule 1                                               | Carl Fogarty (Honda)                         |                  |                  |
|    |      |                  |                                                         |                                              |                  |                  |
| 60 | 1989 | Dundrod          | 250 cc                                                  | Eddie Laycock (Yamaha)                       |                  |                  |
| 60 | 1989 | Dundrod          | Supersport 400                                          | Eddie Laycock (Suzuki)                       |                  |                  |
| 60 | 1989 | Dundrod          | Supersport 600                                          | Brian Reid (Yamaha)                          |                  |                  |
| 60 | 1989 | Dundrod          | Senior Race                                             | Eddie Laycock (Honda)                        |                  |                  |
| 60 | 1989 | Dundrod          | 1000 cc                                                 | Carl Fogarty (Honda)                         |                  |                  |
| 60 | 1989 | Dundrod          | Formule 1                                               | Steve Hislop (Honda)                         |                  |                  |
| 60 | 1989 | Dundrod          | Zijspannen (F2)                                         | Derek Brindley / Nick Roche (Sabre)          |                  |                  |
|    |      |                  |                                                         |                                              |                  |                  |
| 61 | 1990 | Dundrod          | 125 cc                                                  | Robert Dunlop (Honda)                        |                  |                  |
| 61 | 1990 | Dundrod          | 250/350 cc                                              | Brian Reid (Yamaha)                          |                  |                  |
| 61 | 1990 | Dundrod          | 600 cc                                                  | Steven Cull (Yamaha)                         |                  |                  |
| 61 | 1990 | Dundrod          | Senior Race                                             | Eddie Laycock (Honda)                        |                  |                  |
| 61 | 1990 | Dundrod          | Formule 1                                               | Joey Dunlop (Honda)                          |                  |                  |
| 61 | 1990 | Dundrod          | Superbike                                               | Steve Hislop (Honda)                         |                  |                  |
|    |      |                  |                                                         |                                              |                  |                  |
| 62 | 1991 | Dundrod          | 125 cc                                                  | Robert Dunlop (Honda)                        |                  |                  |
| 62 | 1991 | Dundrod          | Junior Race                                             | Phillip McCallen (Honda)                     |                  |                  |
| 62 | 1991 | Dundrod          | Supersport 400                                          | Phillip McCallen (Honda)                     |                  |                  |
| 62 | 1991 | Dundrod          | 600 cc                                                  | Johnny Rea (Yamaha)                          |                  |                  |
| 62 | 1991 | Dundrod          | 750 cc Race 1                                           | Joey Dunlop (Honda)                          |                  |                  |
| 62 | 1991 | Dundrod          | 750 cc Race 2                                           | Joey Dunlop (Honda)                          |                  |                  |
|    |      |                  |                                                         |                                              |                  |                  |
| 63 | 1992 | Dundrod          | 125 cc                                                  | Robert Dunlop (Honda)                        |                  |                  |
| 63 | 1992 | Dundrod          | 250 cc                                                  | Brian Reid (Yamaha)                          |                  |                  |
| 63 | 1992 | Dundrod          | Supersport 400                                          | Brian Reid (Yamaha)                          |                  |                  |
| 63 | 1992 | Dundrod          | 600 cc                                                  | Ian Simpson (Honda)                          |                  |                  |
| 63 | 1992 | Dundrod          | Senior Race Race 1                                      | Robert Dunlop (Norton)                       |                  |                  |
| 63 | 1992 | Dundrod          | Senior Race Race 2                                      | Robert Dunlop (Norton)                       |                  |                  |
|    |      |                  |                                                         |                                              |                  |                  |
| 64 | 1993 | Dundrod          | 125 cc                                                  | Robert Dunlop (Honda)                        |                  |                  |
| 64 | 1993 | Dundrod          | Junior Race                                             | Phillip McCallen (Honda)                     |                  |                  |
| 64 | 1993 | Dundrod          | Supersport 400                                          | Iain Duffus (Yamaha)                         |                  |                  |
| 64 | 1993 | Dundrod          | 600 cc                                                  | Phillip McCallen (Honda)                     |                  |                  |
| 64 | 1993 | Dundrod          | Senior Race                                             | Phillip McCallen (Honda)                     |                  |                  |
|    |      |                  |                                                         |                                              |                  |                  |
| 65 | 1994 | Dundrod          | 125 cc                                                  | Joey Dunlop (Honda)                          |                  |                  |
| 65 | 1994 | Dundrod          | 250/400 cc Race 1                                       | Phillip McCallen (Honda)                     |                  |                  |
| 65 | 1994 | Dundrod          | 250/400 cc Race 2                                       | Phillip McCallen (Honda)                     |                  |                  |
| 65 | 1994 | Dundrod          | 600 cc                                                  | Phillip McCallen (Honda)                     |                  |                  |
| 65 | 1994 | Dundrod          | Supermono                                               | Jason Griffiths (Yamaha)                     |                  |                  |
| 65 | 1994 | Dundrod          | Superbike Race 1                                        | Joey Dunlop (Honda)                          |                  |                  |
| 65 | 1994 | Dundrod          | Superbike Race 2                                        | Phillip McCallen (Honda)                     |                  |                  |
|    |      |                  |                                                         |                                              |                  |                  |
| 66 | 1995 | Dundrod          | 125 cc                                                  | James Courtney (Honda)                       |                  |                  |
| 66 | 1995 | Dundrod          | 250/400 cc Race 1                                       | Joey Dunlop (Honda)                          |                  |                  |
| 66 | 1995 | Dundrod          | 250/400 cc Race 2                                       | Joey Dunlop (Honda)                          |                  |                  |
| 66 | 1995 | Dundrod          | 600 cc                                                  | Iain Duffus (Honda)                          |                  |                  |
| 66 | 1995 | Dundrod          | Superbike Race 1                                        | Joey Dunlop (Honda)                          |                  |                  |
| 66 | 1995 | Dundrod          | Superbike Race 2                                        | Robert Holden (Ducati)                       |                  |                  |
| 66 | 1995 | Dundrod          | Zijspannen (F2)                                         | Rob Fisher / Boyd Hutchinson (Yamaha)        |                  |                  |
| 66 | 1995 | Dundrod          | Zijspannen (Open)                                       | Dave Molyneux / Peter Hill (KRA)             |                  |                  |
|    |      |                  |                                                         |                                              |                  |                  |
| 67 | 1996 | Dundrod          | 125 cc                                                  | Phelim Owens (Honda)                         |                  |                  |
| 67 | 1996 | Dundrod          | 250 cc                                                  | Phillip McCallen (Honda)                     |                  |                  |
| 67 | 1996 | Dundrod          | Junior Race                                             | Phillip McCallen (Honda)                     |                  |                  |
| 67 | 1996 | Dundrod          | 600 cc                                                  | Phillip McCallen (Honda)                     |                  |                  |
| 67 | 1996 | Dundrod          | Superbike Race 1                                        | Phillip McCallen (Honda)                     |                  |                  |
| 67 | 1996 | Dundrod          | Superbike Race 2                                        | Phillip McCallen (Honda)                     |                  |                  |
| 67 | 1996 | Dundrod          | Zijspannen (F2)                                         | Kenny Howles / Steve Pointer (Yamaha)        |                  |                  |
| 67 | 1996 | Dundrod          | Zijspannen (Open)                                       | Rob Fisher / Rick Long (Suzuki)              |                  |                  |
|    |      |                  |                                                         |                                              |                  |                  |
| 68 | 1997 | Dundrod          | 125 cc                                                  | Phelim Owens (Honda)                         |                  |                  |
| 68 | 1997 | Dundrod          | 250 cc                                                  | Owen McNally (Aprilia)                       |                  |                  |
| 68 | 1997 | Dundrod          | Junior Race                                             | Joey Dunlop (Honda)                          |                  |                  |
| 68 | 1997 | Dundrod          | 600 cc                                                  | Bob Jackson (Honda)                          |                  |                  |
| 68 | 1997 | Dundrod          | Superbike Race 1                                        | Jason Griffiths (Honda)                      |                  |                  |
| 68 | 1997 | Dundrod          | Superbike Race 2                                        | Simon Beck (Kawasaki)                        |                  |                  |
| 68 | 1997 | Dundrod          | Zijspannen (F2)                                         | Wegens dodelijk ongeval afgelast             |                  |                  |
| 68 | 1997 | Dundrod          | Zijspannen (Open)                                       | Wegens dodelijk ongeval afgelast             |                  |                  |
|    |      |                  |                                                         |                                              |                  |                  |
| 69 | 1998 | Dundrod          | 125 cc                                                  | Robert Dunlop (Honda)                        |                  |                  |
| 69 | 1998 | Dundrod          | 250 cc                                                  | Ian Lougher (Honda)                          |                  |                  |
| 69 | 1998 | Dundrod          | Junior Race                                             | Owen McNally (Aprilia)                       |                  |                  |
| 69 | 1998 | Dundrod          | 600 cc                                                  | Jason Griffiths (Honda)                      |                  |                  |
| 69 | 1998 | Dundrod          | Superbike Race 1                                        | Jason Griffiths (Honda)                      |                  |                  |
| 69 | 1998 | Dundrod          | Superbike Race 2                                        | Ian Simpson (Honda)                          |                  |                  |
|    |      |                  |                                                         |                                              |                  |                  |
| 70 | 1999 | Dundrod          | 125 cc                                                  | Phelim Owens (Honda)                         |                  |                  |
| 70 | 1999 | Dundrod          | 250 cc Race 1                                           | Alan Patterson (Honda)                       |                  |                  |
| 70 | 1999 | Dundrod          | 250 cc Race 2                                           | Owen McNally (Aprilia)                       |                  |                  |
| 70 | 1999 | Dundrod          | 600 cc                                                  | Iain Duffus (Honda)                          |                  |                  |
| 70 | 1999 | Dundrod          | Superbike Race 1                                        | David Jefferies (Honda)                      |                  |                  |
| 70 | 1999 | Dundrod          | Superbike Race 2                                        | Joey Dunlop (Honda)                          |                  |                  |
|    |      |                  |                                                         |                                              |                  |                  |
| 71 | 2000 | Dundrod          | 125 cc                                                  | Robert Dunlop (Honda)                        |                  |                  |
| 71 | 2000 | Dundrod          | 600 cc                                                  | Ian Lougher (Honda)                          |                  |                  |
| 71 | 2000 | Dundrod          | Production Race                                         | Adrian Archibald (Honda)                     |                  |                  |
| 71 | 2000 | Dundrod          | Superbike Race 1                                        | David Jefferies (Yamaha)                     |                  |                  |
| 71 | 2000 | Dundrod          | Superbike Race 2                                        | David Jefferies (Yamaha)                     |                  |                  |
|    |      |                  |                                                         |                                              |                  |                  |
| 72 | 2001 | Dundrod          | 125 cc                                                  | Robert Dunlop (Honda)                        |                  |                  |
| 72 | 2001 | Dundrod          | 250 cc                                                  | Neil Richardson (Yamaha)                     |                  |                  |
| 72 | 2001 | Dundrod          | 600 cc                                                  | Adrian Archibald (Honda)                     |                  |                  |
| 72 | 2001 | Dundrod          | Production Race                                         | Ian Lougher (Suzuki)                         |                  |                  |
| 72 | 2001 | Dundrod          | UGP                                                     | Adrian Archibald (Honda)                     |                  |                  |
| 72 | 2001 | Dundrod          | Open                                                    | Ian Lougher (Suzuki)                         |                  |                  |
|    |      |                  |                                                         |                                              |                  |                  |
| 73 | 2002 | Dundrod          | 125 cc                                                  | Darran Lindsay (Suzuki)                      |                  |                  |
| 73 | 2002 | Dundrod          | 250 cc                                                  | Darran Lindsay (Honda)                       |                  |                  |
| 73 | 2002 | Dundrod          | Supersport 400                                          | Ryan Farquhar (Kawasaki)                     |                  |                  |
| 73 | 2002 | Dundrod          | 600 cc                                                  | Ian Lougher (Suzuki)                         |                  |                  |
| 73 | 2002 | Dundrod          | Production 600                                          | Darran Lindsay (Suzuki)                      |                  |                  |
| 73 | 2002 | Dundrod          | Production 1000                                         | David Jefferies (Suzuki)                     |                  |                  |
| 73 | 2002 | Dundrod          | UGP Race 1                                              | Ian Lougher (Suzuki)                         |                  |                  |
| 73 | 2002 | Dundrod          | UGP Race 2                                              | Ian Lougher (Suzuki)                         |                  |                  |
|    |      |                  |                                                         |                                              |                  |                  |
| 74 | 2003 | Dundrod          | 125 cc                                                  | Robert Dunlop (Honda)                        |                  |                  |
| 74 | 2003 | Dundrod          | Supersport 400                                          | Iain Duffus (Kawasaki)                       |                  |                  |
| 74 | 2003 | Dundrod          | 600 cc                                                  | Ian Lougher (Suzuki)                         |                  |                  |
| 74 | 2003 | Dundrod          | Production 600                                          | Darran Lindsay (Suzuki)                      |                  |                  |
| 74 | 2003 | Dundrod          | Production 1000                                         | Bruce Anstey (Suzuki)                        |                  |                  |
| 74 | 2003 | Dundrod          | UGP Race 1                                              | Adrian Archibald (Suzuki)                    |                  |                  |
| 74 | 2003 | Dundrod          | UGP Race 2                                              | Ian Lougher (Suzuki)                         |                  |                  |
|    |      |                  |                                                         |                                              |                  |                  |
| 75 | 2004 | Dundrod          | 125 cc                                                  | Chris Palmer (Honda)                         |                  |                  |
| 75 | 2004 | Dundrod          | Supersport 400                                          | Anita Buxton (Kawasaki)                      |                  |                  |
| 75 | 2004 | Dundrod          | 600 cc                                                  | Bruce Anstey (Suzuki)                        |                  |                  |
| 75 | 2004 | Dundrod          | Production 600                                          | Bruce Anstey (Suzuki)                        |                  |                  |
| 75 | 2004 | Dundrod          | Production 1000                                         | Ryan Farquhar (Kawasaki)                     |                  |                  |
| 75 | 2004 | Dundrod          | UGP Race 1                                              | Bruce Anstey (Suzuki)                        |                  |                  |
| 75 | 2004 | Dundrod          | UGP Race 2                                              | Afgelast                                     |                  |                  |
|    |      |                  |                                                         |                                              |                  |                  |
| 76 | 2005 | Dundrod          | 250 cc                                                  | John McGuinness (Honda)                      |                  |                  |
| 76 | 2005 | Dundrod          | Supersport Race 1                                       | John McGuinness (Honda)                      |                  |                  |
| 76 | 2005 | Dundrod          | Supersport Race 2                                       | Ryan Farquhar (Kawasaki)                     |                  |                  |
| 76 | 2005 | Dundrod          | Superstock                                              | Ian Lougher (Honda)                          |                  |                  |
| 76 | 2005 | Dundrod          | UGP Race 1                                              | Ian Lougher (Honda)                          |                  |                  |
| 76 | 2005 | Dundrod          | UGP Race 2                                              | Ian Lougher (Honda)                          |                  |                  |
|    |      |                  |                                                         |                                              |                  |                  |
| 77 | 2006 | Dundrod          | 250 cc                                                  | Darran Lindsay (Honda)                       |                  |                  |
| 77 | 2006 | Dundrod          | Supersport Race 1                                       | Guy Martin (Yamaha)                          |                  |                  |
| 77 | 2006 | Dundrod          | Supersport Race 2                                       | Guy Martin (Yamaha)                          |                  |                  |
| 77 | 2006 | Dundrod          | Superstock                                              | Bruce Anstey (Suzuki)                        |                  |                  |
| 77 | 2006 | Dundrod          | UGP Race 1                                              | Guy Martin (Yamaha)                          |                  |                  |
| 77 | 2006 | Dundrod          | UGP Race 2                                              | Guy Martin (Yamaha)                          |                  |                  |
|    |      |                  |                                                         |                                              |                  |                  |
| 78 | 2007 | Dundrod          | 250 cc                                                  | William Dunlop (Honda)                       |                  |                  |
| 78 | 2007 | Dundrod          | Supersport Race 1                                       | Guy Martin (Yamaha)                          |                  |                  |
| 78 | 2007 | Dundrod          | Supersport Race 2                                       | Wegens slecht weer afgelast                  |                  |                  |
| 78 | 2007 | Dundrod          | Superstock                                              | Ryan Farquhar (Kawasaki)                     |                  |                  |
| 78 | 2007 | Dundrod          | UGP Race 1                                              | Ian Hutchinson (Honda)                       |                  |                  |
| 78 | 2007 | Dundrod          | UGP Race 2                                              | Wegens slecht weer afgelast                  |                  |                  |
|    |      |                  |                                                         |                                              |                  |                  |
|    | 2008 | Dundrod          | Wegens slecht weer afgelast                             | Wegens slecht weer afgelast                  |                  |                  |
|    |      |                  |                                                         |                                              |                  |                  |
| 79 | 2009 | Dundrod          | Supertwin                                               | Ryan Farquhar (Kawasaki)                     |                  |                  |
| 79 | 2009 | Dundrod          | 250 cc                                                  | William Dunlop (Honda)                       |                  |                  |
| 79 | 2009 | Dundrod          | Supersport Race 1                                       | Ryan Farquhar (Kawasaki)                     |                  |                  |
| 79 | 2009 | Dundrod          | Supersport Race 2                                       | William Dunlop (Yamaha)                      |                  |                  |
| 79 | 2009 | Dundrod          | Superstock                                              | Ian Hutchinson (Honda)                       |                  |                  |
| 79 | 2009 | Dundrod          | UGP Race 1                                              | Conor Cummins (Kawasaki)                     |                  |                  |
| 79 | 2009 | Dundrod          | UGP Race 2                                              | Guy Martin (Honda)                           |                  |                  |
|    |      |                  |                                                         |                                              |                  |                  |
| 80 | 2010 | Dundrod          | Supertwin                                               | Ryan Farquhar (Kawasaki)                     |                  |                  |
| 80 | 2010 | Dundrod          | 250 cc                                                  | Ian Lougher (Honda)                          |                  |                  |
| 80 | 2010 | Dundrod          | Supersport Race 1                                       | Keith Amor (Honda)                           |                  |                  |
| 80 | 2010 | Dundrod          | Supersport Race 2                                       | Ian Hutchinson (Honda)                       |                  |                  |
| 80 | 2010 | Dundrod          | Superstock                                              | Ian Hutchinson (Honda)                       |                  |                  |
| 80 | 2010 | Dundrod          | UGP Race 1                                              | Ian Hutchinson (Honda)                       |                  |                  |
| 80 | 2010 | Dundrod          | UGP Race 2                                              | Bruce Anstey (Suzuki)                        |                  |                  |
|    |      |                  |                                                         |                                              |                  |                  |
| 81 | 2011 | Dundrod          | Supertwin                                               | Ryan Farquhar (Kawasaki)                     |                  |                  |
| 81 | 2011 | Dundrod          | 250 cc                                                  | Ian Lougher (Honda)                          |                  |                  |
| 81 | 2011 | Dundrod          | Supersport Race 1                                       | Michael Dunlop (Yamaha)                      |                  |                  |
| 81 | 2011 | Dundrod          | Supersport Race 2                                       | Michael Dunlop (Yamaha)                      |                  |                  |
| 81 | 2011 | Dundrod          | Superstock                                              | Michael Dunlop (Kawasaki)                    |                  |                  |
| 81 | 2011 | Dundrod          | Superbike Race 1                                        | Bruce Anstey (Honda)                         |                  |                  |
| 81 | 2011 | Dundrod          | Superbike Race 2                                        | Guy Martin (Suzuki)                          |                  |                  |
|    |      |                  |                                                         |                                              |                  |                  |
| 82 | 2012 | Dundrod          | Supertwin                                               | Ryan Farquhar (Kawasaki)                     |                  |                  |
| 82 | 2012 | Dundrod          | 250 cc                                                  | Davy Morgan (Honda)                          |                  |                  |
| 82 | 2012 | Dundrod          | Supersport Race 1                                       | William Dunlop (Honda)                       |                  |                  |
| 82 | 2012 | Dundrod          | Supersport Race 2                                       | Bruce Anstey (Honda)                         |                  |                  |
| 82 | 2012 | Dundrod          | Superstock                                              | Michael Dunlop (Kawasaki)                    |                  |                  |
| 82 | 2012 | Dundrod          | Superbike Race 1                                        | Guy Martin (Suzuki)                          |                  |                  |
| 82 | 2012 | Dundrod          | Superbike Race 2                                        | Michael Dunlop (Honda)                       |                  |                  |
|    |      |                  |                                                         |                                              |                  |                  |
| 83 | 2013 | Dundrod          | Ultralightweight Race                                   | Ian Lougher (Honda)                          |                  |                  |
| 83 | 2013 | Dundrod          | Lightweight Race                                        | Ivan Lintin (Kawasaki)                       |                  |                  |
| 83 | 2013 | Dundrod          | Supersport Race 1                                       | Guy Martin (Suzuki)                          |                  |                  |
| 83 | 2013 | Dundrod          | Supersport Race 2                                       | William Dunlop (Yamaha)                      |                  |                  |
| 83 | 2013 | Dundrod          | Superstock                                              | Michael Dunlop (Honda)                       |                  |                  |
| 83 | 2013 | Dundrod          | Superbike Race 1                                        | Guy Martin (Suzuki)                          |                  |                  |
| 83 | 2013 | Dundrod          | Superbike Race 2                                        | Guy Martin (Suzuki)                          |                  |                  |

1922 · 1923 · 1924 · 1925 · 1926 · 1927 · 1928 · 1929 · 1930 · 1931 · 1932 · 1933 · 1934 · 1935 · 1936 · 1937 · 1938 · 1939 · 1946 · 1947 · 1948 · 1949 · 1950 · 1951 · 1952 · 1953 · 1954 · 1955 · 1956 · 1957 · 1958 · 1959 · 1960 · 1961 · 1962 · 1963 · 1964 · 1965 · 1966 · 1967 · 1968 · 1969 · 1970 · 1971 · 1973 · 1974 · 1975 · 1976 · 1977 · 1978 · 1979 · 1980 · 1981 · 1982 · 1983 · 1984 · 1985 · 1986 · 1988 · 1989 · 1990 · 1991 · 1992 · 1993 · 1994 · 1995 · 1996 · 1997 · 1998 · 1999 · 2000 · 2001 · 2002 · 2003 · 2004 · 2005 · 2006 · 2007 · 2008 · 2009 · 2010 · 2011 · 2012 · 2013 · 2014 · 2015